# Pantalla de Carlomagno

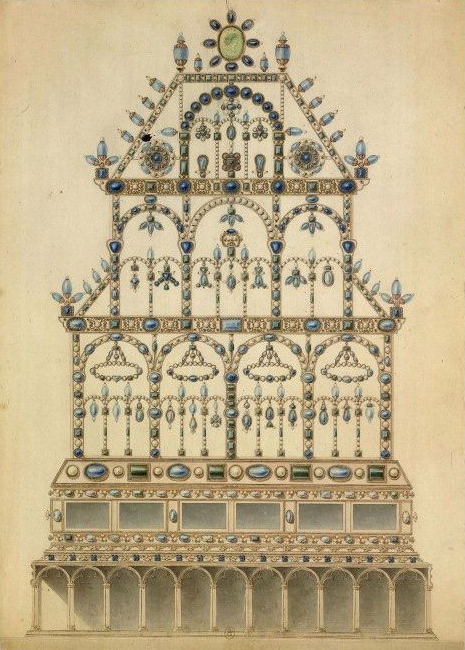
La Pantalla de Carlomagno según una acuarela de Étienne-Éloi Labarre, 1791, Biblioteca Nacional de Francia, París

La Pantalla de Carlomagno (en francés Escrain de Charlemagne) fue una valiosa obra de orfebrería carolingia donada por el emperador Carlos el Calvo a la basílica de Saint-Denis (Francia), donde se conservó hasta que fue incautada (1791) y posteriormente fundida (1794) durante la Revolución francesa. Formó parte durante siglos del llamado Tesoro de Saint-Denis, un importantísimo conjunto de piezas de orfebrería, históricas, culturales y religiosas custodiadas en la basílica, del que también formaban parte las coronas y las insignias reales de la monarquía francesa.

## Descripción
La Pantalla de Carlomagno,  realizada en el tercer cuarto del siglo IX y considerada una obra única en su género, consistía en una estructura de oro en forma de pórtico o arcada completamente cubierta de piedras preciosas y perlas. Estaba estructurada en una sucesión de tres niveles de arcos superpuestos en ritmo superior decreciente, con unas dimensiones de 1'10 metros de altura y 82 centímetros de anchura. Los arcos estaban ellos mismos subdivididos en dobles o triples arcos, en cada uno de los cuales había suspendidos pendeloques y coronas votivas.
El monumento, concebido para magnificar la celebración de la Eucaristía, era increíblemente rico: en el momento de su destrucción tenía engarzadas más de setecientas perlas, dos aguamarinas, ocho rubíes, once amatistas, veintidós granates, ciento treinta y cinco esmeraldas y doscientos nueve zafiros.
Por encargo de la Commission temporaire des arts el arquitecto Étienne-Éloi Labarre dibujó fielmente en una acuarela la estructura y los colores de la obra antes de que fuera destruida en 1794. La acuarela de Labarre se conserva en la Biblioteca Nacional de Francia.

## El nombre
La obra fue conocida desde el siglo XVI como Escrain de Charlemagne, siendo 'escrain' el modo antiguo de la actual palabra francesa 'écran' (en español 'pantalla' o 'barrera'). No obstante, la documentación antigua de la basílica se refería en ocasiones a esta pieza con la palabra latina 'crista'  (en español, cresta, crestón o penacho), en el sentido de remate o coronamiento de algo, por la colocación ornamental que se hizo de ella. La mención a Carlomagno en el nombre es ficticia o errónea, ya que la pieza había sido donada a la basílica por su nieto, Carlos el Calvo. No obstante, un error o el deseo de vincular la obra a un donante más prestigioso dio origen con el tiempo al nombre con el que es conocida.

## Coronamiento de laPantalla de Carlomagno

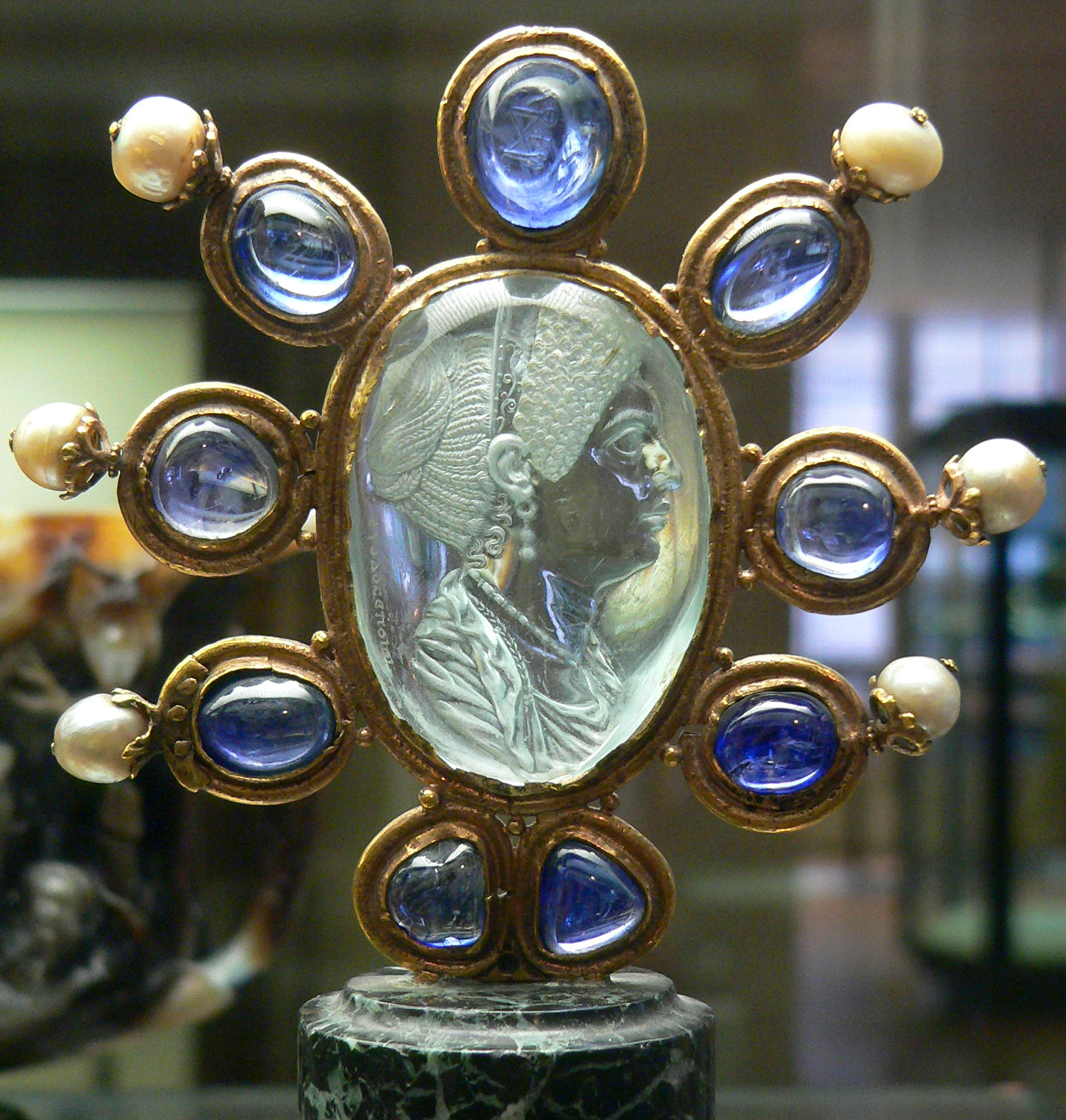
Remate superior de la Pantalla de Carlomagno, única parte superviviente de la pieza (Cabinet des Médailles, París)

Si bien la pieza fue destruida, su remate superior se ha conservado en el Cabinet des Médailles de la Biblioteca Nacional de Francia, en París. Consiste en una gran aguamarina engastada en una montura de oro rodeada de zafiros y perlas. El conjunto fue realizado en el tercer cuarto del siglo IX y es de estilo carolingio, si bien la piedra preciosa fue tallada en el siglo I, se conoce con el nombre de Julia, hija del emperador Tito (por representar a Julia Flavia, hija del emperador romano Tito) y está considerada una de las gemas antiguas más hermosas. El entalle romano (firmado en la propia aguamarina por el grabador griego Euodos) está situado en el centro de nueve zafiros, seis de ellos coronados por perlas. Solo el zafiro situado en la parte superior está grabado, mostrando en un lado un delfín y en el otro el monograma de la Virgen María. Todas las piedras preciosas están engastadas en la configuración de oro; cada zafiro se fija a la pieza central mediante dos granulaciones, mientras que las perlas se retienen con un clavo de oro y un engarce de pequeñas hojas caladas.